# Aschgraues Weichbecherchen
Das Aschgraue Weichbecherchen (Mollisia cinerea) ist eine Pilzart aus der Familie der Dermateaceae, innerhalb der Ordnung der Helotiales, in der Abteilung der Schlauchpilze (Ascomycota).

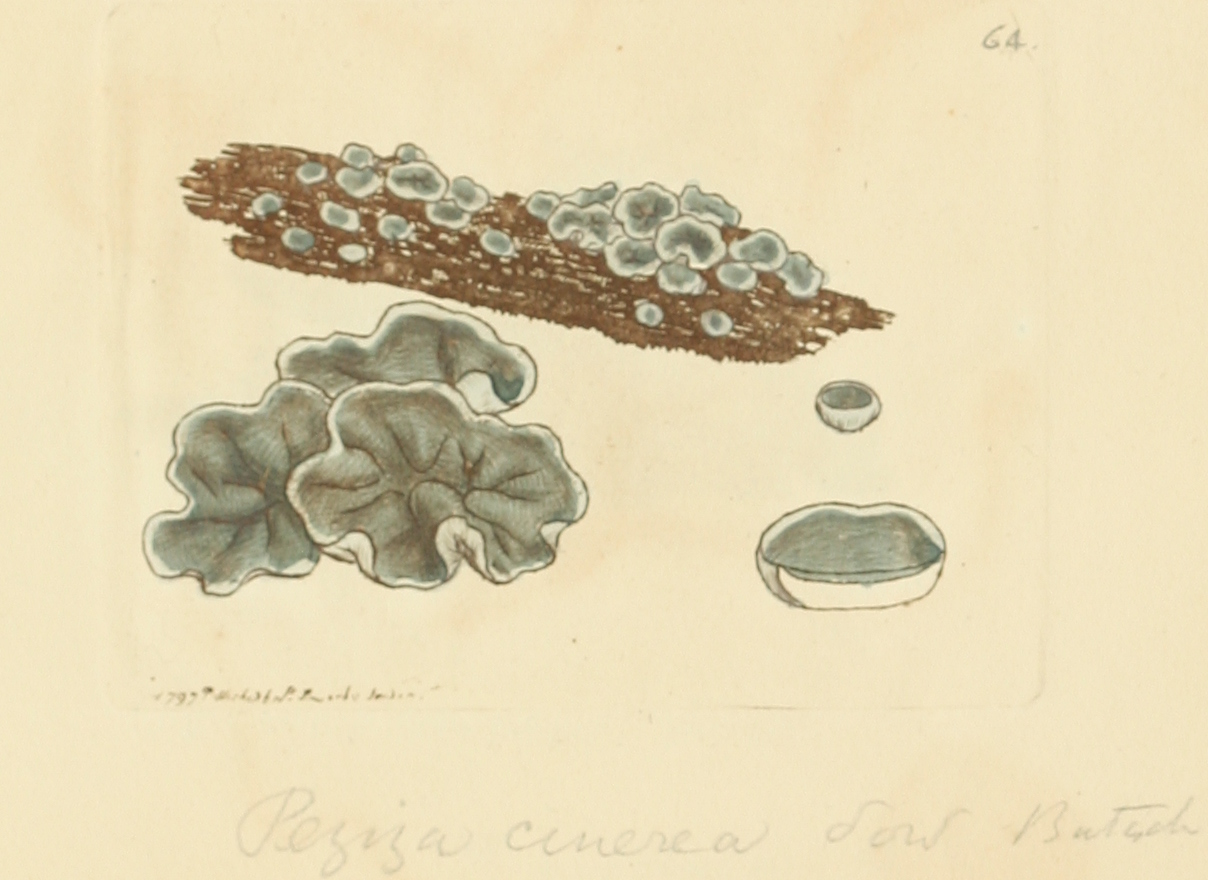
Zeichnung von James Sowerby,
Coloured Figures of English Fungi or Mushrooms (ca. 1790)

## Beschreibung
Der ungestielte Fruchtkörper ist schalen- bis schlüsselförmig und an der Basis punktartig angewachsen. Sein Durchmesser beträgt 1 bis 2,5 Millimeter und weist eine blass-graue Färbung auf, die beim Trocknen etwas ausbleicht. Die Ränder sind deutlich heller und die Außenseite fein kleiig und grünlich oder bläulich bis hin zu leicht bräunlich. 
Die Sporen messen 6,5 bis 9 (selten bis 13) × 2 bis 3 Mikrometer. Sie sind hyalin, elliptisch-länglich, leicht gebogen und glatt.
Die zylindrischen Asci messen 40 bis 65 × 4 bis 5,5 Mikrometer. 
Die ebenfalls zylindrischen Paraphysen haben einen Durchmesser von 2,5 bis 4 Mikrometer und weisen tief sitzende Septen auf.

## Vorkommen und Ökologie
Die Art zählt zu den Saprophyten und wächst an Totholz von Laubbäumen, wie beispielsweise an Eichen, Birken oder Linden. Sie ist das ganze Jahr über zu finden und sehr häufig. Das Aschgraue Weichbecherchen wird selten vom Pilz Sebacina fungicola, aus der Familie der Wachskrustenverwandten (Sebacinaceae) parasitiert.

## Belege
- Ewald Gerhardt: BLV-Handbuch Pilze. 4. durchgesehene Auflage. Sonderausgabe. BLV Buchverlag, München 2006, ISBN 3-8354-0053-3, S. 555 (Der zuverlässige Naturführer).